# Саввин Соломон Давидович
Соломон Давидович Саввин (1900 , Одеса, Херсонська губернія  — 1964 , Грозний ) — діяч ДПУ/НКВС СРСР, підполковник державної безпеки. Заступник наркома внутрішніх справ Дагестанської АРСР. Входив до складу особливої трійки НКВС СРСР, позасудового і, отже, не правосудного органу кримінального переслідування.
Депутат Верховної Ради Дагестанської АРСР I скликання.

## Біографія
Соломон Давидович Саввин народився в 1900 році в Одесі у єврейській родині. У 1910 році закінчив 3 класи початкової школи, а в 1913 році 3 класи ремісничого училища. Далі працював слюсарем на різних підприємствах Одеси. У травні 1918 року вступив до РКП (б). Із квітня 1919 року служив у РСЧА. В органах ВНК-ОДПУ-НКВС із 1920 року.
- 1925 рік — помічник уповноваженого КРВ ДПУ УРСР.
- 1926 рік — уповноважений секретно-оперативної групи Харківського окружного відділу ДПУ.
- 1927—1930 роки — начальник 2-го відділення ДПУ УСРР, начальник учбово-статистичного відділу Одеського окружного відділу ДПУ, начальник Білоцерківського окружного відділу ДПУ, начальник Кременчуцького Головного відділу ДПУ, начальник Спеціального відділу Донецького оперативного сектора ДПУ.
- 1931—1936 роки — начальник Секретно-політичного відділу (СПО) Донецького оперативного сектора ДПУ, начальник СПО ПП ОДПУ по Західній області.
- 1936—1938 роки — заступник начальника УНКВС по Дагестанській АРСР, заступник наркома внутрішніх справ Дагестанської АРСР. У цей період входив до складу особливої трійки, створеної за наказом НКВС СРСР від 30.07.1937 № 00447[2] і був активним учасником сталінських репресій[3].

Заарештований у січні 1939 року. Засуджений за статтею 193-17 КК РРФСР 23 жовтня 1939 військовим трибуналом військ НКВС Північно-Кавказького округу на 10 років ВТЛ. Відбував покарання в Архангельській області.
Указом Президії ВР СРСР від 02 жовтня 1941 року достроково звільнений з ВТЛ зі зняттям судимості. У 1941—1943 роках — заступник начальника прифронтового відділення 4 Управління НКВС СРСР, а в подальшому на керівних посадах в Об'єднаному з'єднанні партизанських загонів і бригад під командуванням Д. В. Емлютіна. Із листопада 1943 року по травень 1945 року начальник штабу винищувальних батальйонів НКВС в Грозненській області.
До виходу на пенсію працював у різних організаціях міста Грозного.
Помер у 1964 році.

## Нагороди
- 20.12.1932 — Почесний співробітник держбезпеки
- 19.12.1937 — Орден «Знак Пошани»
- 22.2.1938 — Медаль "XX років Робітничо-Селянської Червоної Армії "
- 20.9.1943 — Орден Червоної Зірки
- Орден Вітчизняної війни I ступеня